# Иванов, Максим Анатольевич
Максим Анатольевич Ивано́в (род. 24 ноября 1967 года, Свердловск, РСФСР, СССР) — российский государственный и политический деятель. Депутат Государственной думы ФС РФ VII и VIII созыва от партии «Единая Россия», член комитета Госдумы по аграрным вопросам, член фракции «Единая Россия».
Из-за поддержки российско-украинской войны — под санкциями 27 стран ЕС, Великобритании, США, Канады, Швейцарии, Австралии, Японии, Украины, Новой Зеландии.

## Биография
Родился 24 ноября 1967 года в Свердловске в русско-татарской семье.
В 1989 году окончил Новосибирское высшее военно-политическое общевойсковое училище им. 60-летия Великого Октября (сейчас — Новосибирское высшее военное командное училище) по специализации Воздушно-десантные войска, за время обучения совершил 96 прыжков с парашютом. В 2006 году окончил Уральский государственный университет им. А. М. Горького по специальности «философия».
С 1989 по 1991 год проходил военную службу проходил в Закавказском округе в 22-й бригаде специального назначения ГРУ в городе Баку.
С 1993 по 1995 год работал в налоговой полиции. С 1996 по 1998 год работал Управлении по борьбе с экономическими преступлениями ГУВД Свердловской области.
С 1998 по 2004 год работал на Серовском металлургическом заводе начальником контрольно-ревизионного управления, на Среднеуральском металлургического заводе заместителем директора.

### Политическая карьера

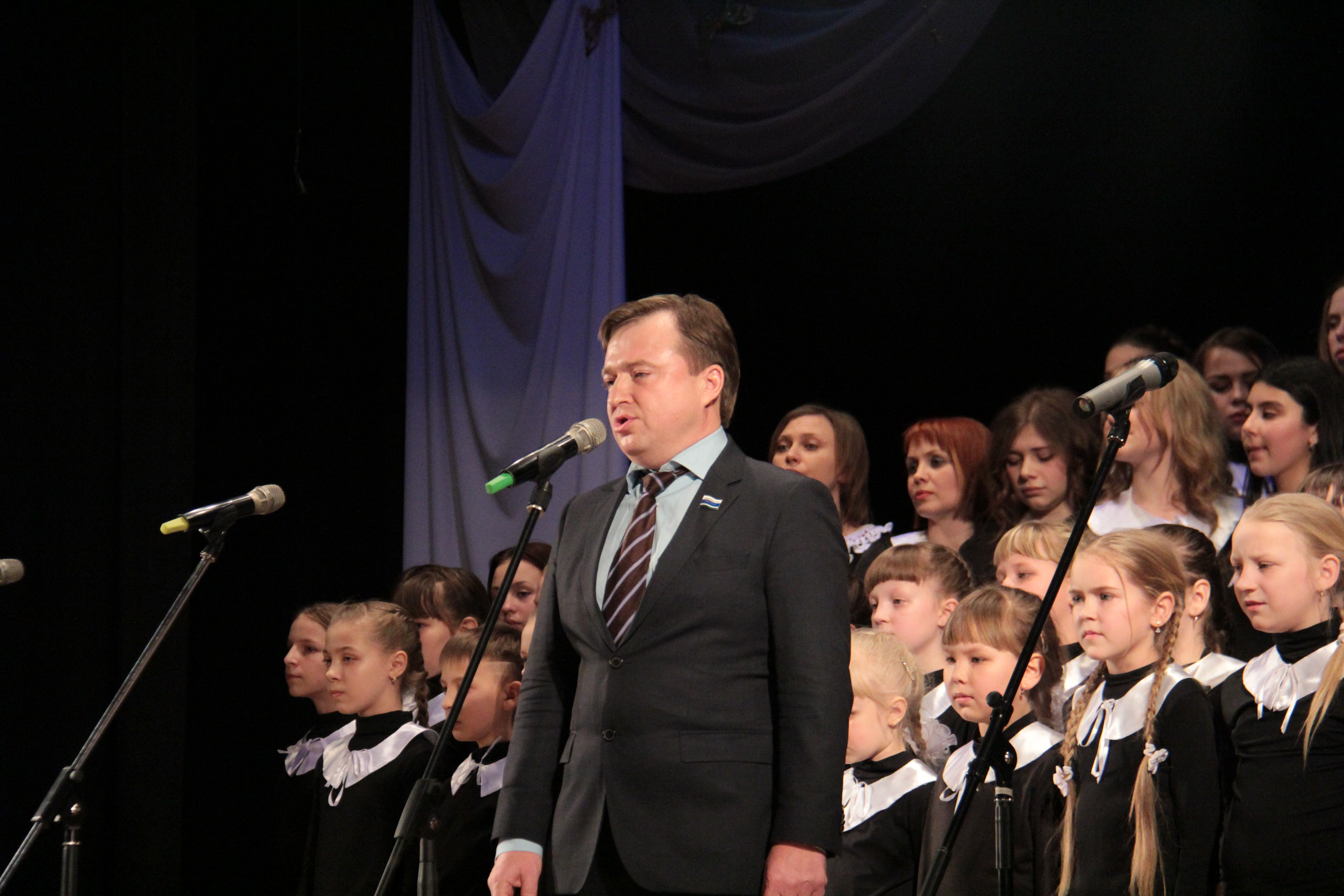
Выступление Максима Иванова на фестивале «Битва Хоров» в Камышлове 20 февраля 2016 года

С 2004 по 2010 год работал на постоянной основе помощником депутата Государственной думы V созыва Игоря Баринова.
В марте 2010 года избран от партии «Единая Россия» депутатом Областной думы Законодательного собрания Свердловской области (№ 2 в региональной группе № 1, Артёмовская). В областном парламенте возглавлял комиссию по регламенту. На досрочных выборах 4 декабря 2011 года в Законодательное собрание Свердловской области вновь был избран депутатом «Единой России» (номер № 1 в Алапаевской территориальной группе). Был председателем комиссии регионального парламента по регламенту, заместителем председателя комитета по вопросам законодательства и общественной безопасности.
В июне 2016 года по итогам предварительного голосования «Единой России» был утверждён партией кандидатом на выборах в Государственную думу VII созыва по в Асбестовскому одномандатному округу. В единый день голосования 18 сентября 2016 года баллотировался от партии «Единая Россия» в депутаты Госдумы VII созыва по Асбестовскому одномандатному избирательному округу № 172. Избрался, набрав 37,7 % голосов, более чем вдвое опередив ближайшего соперника, представителя от ЛДПР Игоря Торощина (16,98 %). В нижней палате Парламента вошёл в состав партийной фракции.
Максим Иванов победил в праймериз «Единой России» по Асбестовскому одномандатному избирательному округу, прошедших в конце мая 2021 года, и был отобран для участия в выборах в Госдуму VIII созыва. Был избран 19 сентября 2021 года по Асбестовскому одномандатному избирательному округу № 172 депутатом Государственной думы VIII созыва, заняв первое место с 38,77 % голосов. В Госдуме VIII созыва Максим Иванов является членом комитета Госдумы РФ по аграрным вопросам.

## Законотворческая деятельность
Как депутат Законодательного собрания Свердловской области в 2015 году Максим Иванов прорабатывал законопроект «О регулировании отдельных отношений, связанных с участием граждан в обеспечении общественной безопасности на территории Свердловской области». В 2016 году предлагал запретить избираться депутатами лицам, незаконно уклонившим от службы в армии.
В апреле 2016 года Иванов готовил законопроект «О государственной поддержке садоводов, огородников, дачников и их садоводческих, огороднических и дачных некоммерческих объединений в Свердловской области», предусматривающий возможность уральским землевладельцам получить субсидии. В октябре-ноябре 2016 года, уже в статусе депутата Государственной думы, Максим Иванов принимал активное участие в проработке проекта нового закона «О садоводстве, огородничестве и дачном хозяйстве», расширяющий меры господдержки садоводов.
В марте 2018 года уже как депутат Госдумы Максим Иванов предлагал ужесточить контроль за мигрантами с помощью электронных средств слежения. В июне того же года в Госдуме была создана специальная экспертная группа по совершенствованию законодательства в сфере миграции и гражданства РФ, в фокусе её работы — анализ действующих законодательных норм и выработка предложений по их оптимизации. Сопредседателем группы стал Максим Иванов.
В марте 2019 Максим Иванов предложил изымать автомобили у водителей, которые повторно попались пьяными в течение года, в пользу государства.
С 2016 по 2021 год, в течение исполнения полномочий депутата Государственной Думы VII созыва, Максим Иванов выступил соавтором 80 законодательных инициатив и поправок к проектам федеральных законов. В вышедшем в 2021 году двенадцатом рейтинге эффективности работы российских парламентариев «Коэффициент полезности депутатов Государственной Думы» (КПДГД) Максим Иванов занял 94-е место из 444 парламентариев, а также 5-е место среди парламентариев от Свердловской области.

## Международные санкции
Из-за поддержки российской агрессии и нарушения территориальной целостности Украины во время российско-украинской войны находится под персональными международными санкциями разных стран.
23 февраля 2022 года внесён в санкционные списки стран Евросоюза за действия и политику, которые подрывают территориальную целостность, суверенитет и независимость Украины и еще больше дестабилизируют Украину.
24 февраля 2022 года включён в санкционный список Канады «близких соратников режима» за голосование о признании независимости «так называемых республик в Донецке и Луганске».
24 марта 2022 года, на фоне вторжения России на Украину, включён в санкционный список США за «соучастие в войне Путина» и «поддержку усилий Кремля по вторжению в Украину», Госдеп США заявил что депутаты Госдумы используют свои полномочия для преследования инакомыслящих и политических оппонентов, нарушают свободу информации, ограничивают права человека и основные свободы граждан России.
По аналогичным основаниям, с 11 марта 2022 года находится под санкциями Великобритании. С 25 февраля 2022 года находится под санкциями Швейцарии. С 24 марта 2022 года находится под санкциями Австралии. С 12 апреля 2022 года находится под санкциями Японии. Указом президента Украины Владимира Зеленского от 7 сентября 2022 находится под санкциями Украины. С 3 мая 2022 года находится под санкциями Новой Зеландии.

## Личная жизнь
Женат на Ирине Уютовой, мастере спорта международного класса по волейболу. Уютова выступала за волейбольный клуб «Уралочка», в составе которого пять лет подряд становилась чемпионкой России (1992—1996), а также завоёвывала Кубок европейских чемпионов в сезоне 1994/1995.
Супруги воспитывают сыновей Максима и Арсения.

## Собственность и доходы
Максим Иванов декларировал доходы за 2020 год в размере 5 млн 216 тыс. рублей, доходы супруги составили 443 тыс. рублей. Годом ранее доходы супругов составили 5 млн 405 тыс. рублей и 406 тыс. рублей соответственно. Максим Иванов владеет 1/22 нежилого помещения площадью 654,4 м². Супруга владеет садовым участком 1700 м², квартирой площадью 121,5 м² и двумя автомобилями Mercedes-Benz GL 350 и Volkswagen Touareg.